# Робадє
46°29′ пн. ш. 16°15′ сх. д. / 46.49° пн. ш. 16.25° сх. д.
Робадє (хорв. Robadje) — населений пункт у Хорватії, в Меджимурській жупанії у складі громади Штригова.

## Населення
Населення за даними перепису 2011 року становило 159 осіб.
Динаміка чисельності населення поселення:

## Клімат
Середня річна температура становить 9,76 °C, середня максимальна – 23,45 °C, а середня мінімальна – -6,22 °C. Середня річна кількість опадів – 857 мм.
| Клімат поселення                              | Клімат поселення | Клімат поселення | Клімат поселення | Клімат поселення | Клімат поселення | Клімат поселення | Клімат поселення | Клімат поселення | Клімат поселення | Клімат поселення | Клімат поселення | Клімат поселення | Клімат поселення |
| Показник                                      | Січ.             | Лют.             | Бер.             | Квіт.            | Трав.            | Черв.            | Лип.             | Серп.            | Вер.             | Жовт.            | Лист.            | Груд.            |                  |
| Середній максимум, °C                         | 4,93             | 6,85             | 11,25            | 15,46            | 20,40            | 23,45            | 23,36            | 22,88            | 18,91            | 13,72            | 8,23             | 4,13             |                  |
| Середня температура, °C                       | −0,64            | 1,28             | 5,68             | 9,89             | 14,82            | 17,87            | 19,55            | 19,06            | 15,09            | 9,90             | 4,39             | 0,30             |                  |
| Середній мінімум, °C                          | −6,22            | −4,3             | 0,11             | 4,32             | 9,24             | 12,31            | 15,71            | 15,23            | 11,25            | 6,08             | 0,58             | −3,52            |                  |
| Норма опадів, мм                              | 39               | 43               | 57               | 66               | 75               | 97               | 97               | 89               | 82               | 76               | 77               | 59               |                  |
| Середньомісячна швидкість вітру, м/с          | 1.88             | 2.10             | 2.48             | 2.52             | 2.40             | 2.10             | 2.04             | 1.82             | 1.84             | 1.90             | 1.99             | 1.99             |                  |
| Середньомісячна сонячна радіація, кДж/м²·день | 4027             | 6755             | 10530            | 14894            | 18862            | 20788            | 21198            | 18432            | 13652            | 8567             | 4464             | 3247             |                  |
| --------------------------------------------- | ---------------- | ---------------- | ---------------- | ---------------- | ---------------- | ---------------- | ---------------- | ---------------- | ---------------- | ---------------- | ---------------- | ---------------- | ---------------- |
| Джерело:                                      |                  |                  |                  |                  |                  |                  |                  |                  |                  |                  |                  |                  |                  |